# Rafael Conde
Rafael Conde Santiago, conegut artísticament com El Titi (n. Talavera de la Reina, Toledo, 10 de setembre de 1939; † València, 19 d'agost de 2002), va ser un cantant de varietats nascut a Talavera de la Reina i radicat a València, on va exercir la seua carrera artística. Els seus èxits el feren passar a l'imaginari col·lectiu de la cançó de varietats al País Valencià.
Després d'haver viscut a Màlaga, on es va criar, amb 19 anys va arribar a València i va debutar al Teatre Alkazar de la ciutat, amb l'espectacle Lluvia de estrellas, interpretant cançons com la rumba No me llames Titi, de la qual va agafar el seu nom artístic. Va actuar al costat d'artistes com Rosita Amores.
Sempre va mostrar un gran amor per València i pels valencians, que es reflecteix en cançons com A Valencia, Flores y falleras, Noche de fallas o La Maredeueta, peça composta per Manuel Penella per a Concha Piquer i que El Titi interpretava amb devoció manifesta. Les cançons que li van donar més popularitat van ser El gitano Colorines i Libérate. Aquesta darrera, amb una barreja de drama i humor, és una reivindicació de la llibertat sexual. Popularitzada en plena Transició espanyola, va ser un dels èxits més grans d'El Titi i es va convertir en un himne de la lluita per la integració social de gais i lesbianes.
Va morir el 19 d'agost del 2002 a l'hospital Rector Pesset de València. Després de la seua mort, l'Ajuntament de València el va declarar fill adoptiu de la ciutat, on va viure durant 44 anys. Està soterrat al Cementeri General de València.

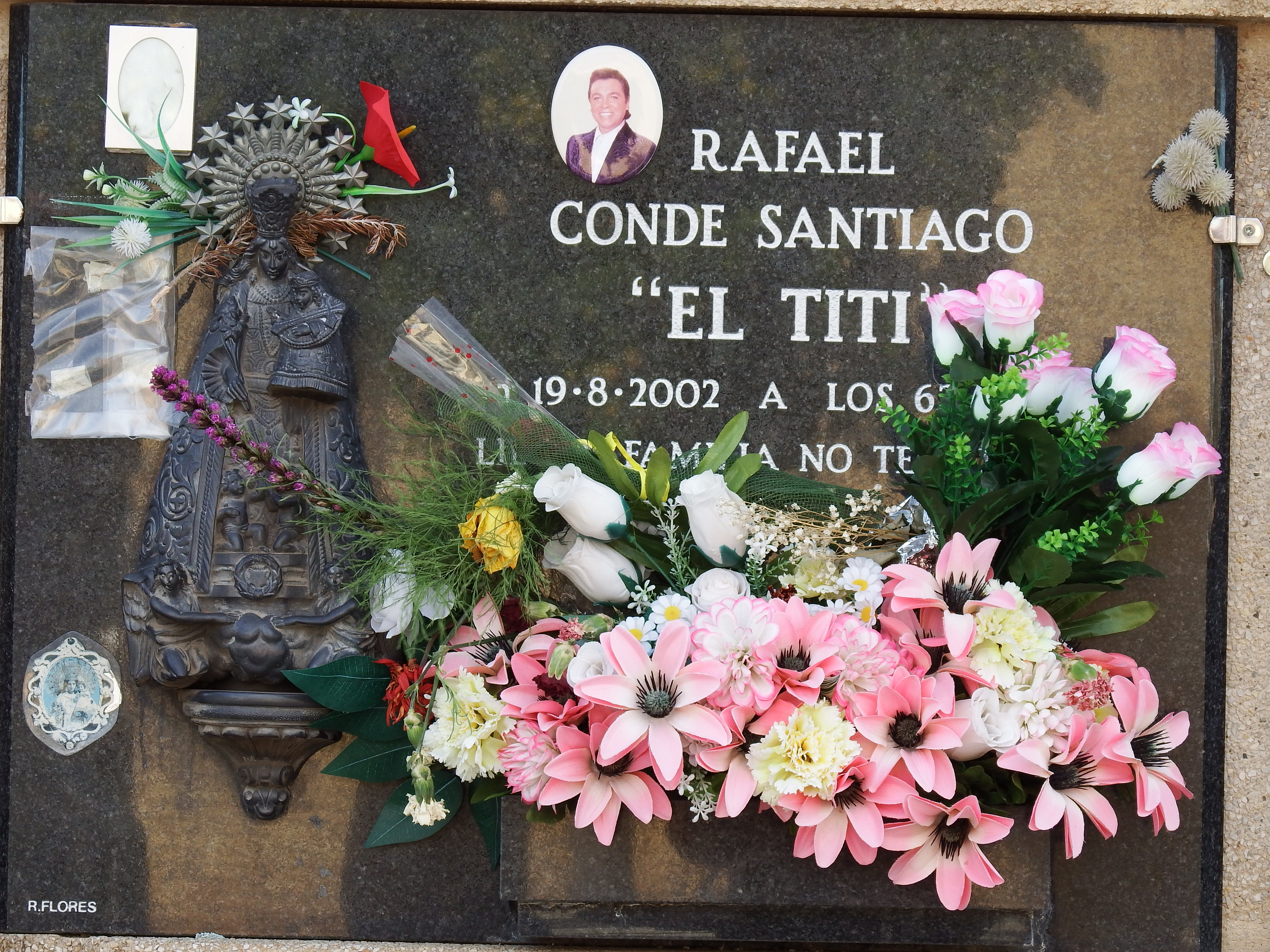
Nínxol al Cementeri General de València